# Thomas Scheen
Thomas Scheen (* 7. April 1965 in Eupen, Belgien; † 26. August 2017 in Nairobi, Kenia) war ein belgischer Journalist, der als Korrespondent für die Frankfurter Allgemeine Zeitung (FAZ) aus Afrika berichtete.

## Leben
Thomas Scheen unternahm seit 1984 Reisen durch Subsahara-Afrika und arbeitete einige Jahre als Fernfahrer. 1990 absolvierte er das Abitur auf dem zweiten Bildungsweg. Anschließend studierte er Germanistik und Politikwissenschaften in Aachen. Parallel dazu war er freier Korrespondent in Belgien für deutsche Tageszeitungen. Er machte ein Volontariat bei der Kölnischen Rundschau und war als Lokalredakteur tätig.
Im Januar 2000 trat er in die politische Nachrichtenredaktion der FAZ ein. Ab November 2000 war er Korrespondent für Subsahara-Afrika. Mehrere Jahre verbrachte er in dem westafrikanischen Bürgerkriegsland Elfenbeinküste. Ab Anfang 2005 hatte er seinen Sitz in Johannesburg.
Im November 2008 wurde Thomas Scheen im Osten der Demokratischen Republik Kongo von bewaffneten Maï-Maï-Milizionären gefangen genommen und entführt. Drei Tage später wurde er wieder freigelassen. 2009 erhielt er den Theodor-Wolff-Preis für seine Reportage über den Alltag ehemaliger sowjetischer Militärpiloten, die es in den Kongo verschlagen hatte.
2017 starb Thomas Scheen im Alter von 52 Jahren in Nairobi an den Folgen eines Fahrradunfalls.